# Voodoo People
"Voodoo People" is een nummer van The Prodigy, uitgekomen als hun 8ste single op 12 september 1994. Het was de 3e single van het album Music for the Jilted Generation en werd uitgebracht als een 12" single en EP in de Verenigde Staten door Mute Records.
De gesproken stukken ("... the voodoo who do what you don't dare do people...") zijn afkomstig uit "The Shalimar", geschreven en uitgebracht door Gylan Kain.
De belangrijkste riff in het nummer is gebaseerd op een sample van het Nirvana-nummer "Very Ape" afkomstig van hun 3e album "In Utero".